# Quận Whitman, Washington
Quận Whitman là một quận thuộc tiểu bang Washington, Hoa Kỳ.
Quận này được đặt tên theo Marcus Whitman. Theo điều tra dân số của Cục điều tra dân số Hoa Kỳ năm 2010, quận có dân số 44.776 người, phần lớn sinh sống ở Pullman, nơi có Đại học Tiểu bang Washington
Quận lỵ đóng ở Colfax. Quận Whitman được lập từ quận Stevens vào ngày 29 tháng 11 năm 1871.

## Địa lý
Theo Cục điều tra dân số Hoa Kỳ, quận có diện tích 5641 km2, trong đó có 47 km2 là diện tích mặt nước.